# اچ‌ام‌اس کانوی (۱۸۳۲)
اچ‌ام‌اس کانوی (۱۸۳۲) (به انگلیسی: HMS Conway (1832)) یک کشتی بود که طول آن ۱۲۵ فوت (۳۸ متر) بود. این کشتی در سال ۱۸۳۲ ساخته شد.